# Кипра
Кѝпра (до 1934 г. Таптък) е село в Североизточна България. То се намира в община Девня, област  Варна.  

## Местоположение
Разположено е в полите на Франгенското плато, на склона на Девненската низина. Намира се на 7 км североизточно от Девня и на 9 км югоизточно от Суворово.
Климатът е умерено-континентален, омекотен от морското влияние.

## История
В землището на село Кипра са открити следи от обитаването му още откаменно-медната епоха (енеолита) и бронзовата епоха. На изток от сегашното село, в полите на Франгенското плато, е имало селище през каменно-медната епоха, а на северозапад, на самото плато, има тракийски некропол от края на ранножелязната епоха (V в. пр.Хр.). По-късно землището е в областта на римския и ранновизантийски град Марцианопол. Запазени са артефакти и от Ранното средновековие.
Името на селото Таптък с формата Тъбдък се среща за пръв път в османски регистър от 1573 г. Табдък е турско лично име от тюркски произход. Феликс Каниц го отбелязва като Taptik в картата си от 1880 г., а в картата на А. Кривошиев от 1892 г. е Таптъкъ.
След края на Руско-турската война от 1828 – 1829 г. жителите на селото се изселват в Южна Бесарабия, в с. Татар-Копчак. На тяхно място идват кариоти, които жителите на околните села започват да наричат гърци, по езика, които говорели (според Иречек те били триезичници), макар че обичаите им били български, песните им също български. Училище в селото е открито след Освобождението.
До 14 август 1934 година селото носи името Таптък.
Запазени са конкретни сведения за селото като средище на културния живот и за местни културни дейци от първата половина на 1944 г. През 40-те години на XX век много жители на селото активно подкрепят комунистическото партизанско движение.

## Население
Численост на населението според преброяванията през годините:
| \| Година на преброяване \| Численост \| \| --------------------- \| --------- \| \| 1934 \| 710 \| \| 1946 \| 654 \| \| 1956 \| 684 \| \| 1965 \| 769 \| \| 1975 \| 674 \| \| 1985 \| 509 \| \| 1992 \| 557 \| \| 2001 \| 555 \| \| 2011 \| 407 \| \| 2021 \| 362 \| |           |
| Година на преброяване | Численост |
| 1934 | 710       |
| 1946 | 654       |
| 1956 | 684       |
| 1965 | 769       |
| 1975 | 674       |
| 1985 | 509       |
| 1992 | 557       |
| 2001 | 555       |
| 2011 | 407       |
| 2021 | 362       |

### Етнически състав

#### Преброяване на населението през 2011 г.
Численост и дял на етническите групи според преброяването на населението през 2011 г.:
|                     | Численост | Дял (в %) |
| Общо                | 407       | 100.00    |
| Българи             | 391       | 96.06     |
| Турци               | 3         | 0.73      |
| Цигани              | ?         | ?         |
| Други               | 5         | 1.22      |
| Не се самоопределят | ?         | ?         |
| Неотговорили        | 3         | 0.73      |